# کاتاژینا وانیفسکا
کاتاژینا وانیفسکا (لهستانی: Katarzyna Łaniewska؛ ۲۰ ژوئن ۱۹۳۳ – ۷ دسامبر ۲۰۲۰) بازیگر، صداپیشه و فعال سیاسی در جمهوری خلق لهستان بود. وی دانش‌آموختهٔ آکادمی ملی هنرهای نمایشی الکساندر زلوروویچ در ورشو بود و بین سال‌های ۱۹۵۳ تا ۲۰۲۰ میلادی فعالیت می‌کرد. 
کاتاژینا مدتی عضو حزب کارگران متحد لهستان و خودش بنیان‌گذار یکی از شاخه‌های اتحادیه همبستگی سولیدارنوشچ بود که پس از مدتی به صفِ مخالفانِ کمونیسم پیوست و سال‌ها در این زمینه فعالیت کرد. پدرش نیز از فعالان جنبش تعاون و یک لژیونر لهستانی در دوران جنگ جهانی اول بود که در جریان حمله آلمان نازی به لهستان دستگیر شد و چون به تشخیص آنان «عنصری خطرناک» بود، در اردوگاه آشویتس به‌قتل رسید. سایر اعضای خانواده از قیام ورشو جان سالم به‌در بردند و به اردوگاهی در پروشکوف فرستاده شدند.
از فیلم‌ها یا برنامه‌های تلویزیونی که وی در آن نقش داشته‌است، می‌توان به آغاز بهار، خاکسپاری یک سیب‌زمینی، سال‌های شیرین، سه داستان، چهل‌ساله ، خانه کشیش، سه گام روی زمین، بازجویی، کورچاک، انگشتری با نشان عقاب تاج‌دار، طایفه، اسمولنسک، در خوشی و سختی، پدر متیو، طایفه و داستان‌های عاشقانه اشاره کرد.
وی بابت فعالیت‌های حرفه‌ای و وطن‌پرستانه‌اش برندهٔ صلیب شایستگی (۱۹۶۶)، نشان افتخار تولد لهستان (۱۹۷۰) و نشان زرین گلوریا آرتیس (۱۹۹۹) شد.